# Pochybek
Pochybek (Androsace) je rod dvouděložných rostlin z čeledi prvosenkovité. Jsou to drobné, jednoleté až vytrvalé byliny s pravidelnými květy a listy nejčastěji v přízemní růžici. Některé zejména vysokohorské druhy vytvářejí husté polštáře. Pochybky se vyskytují téměř výhradně na severní polokouli, nejvíce druhů roste v horách Číny. V České republice se vyskytují 2 druhy, nejběžnější je pochybek prodloužený. Některé vytrvalé druhy pochybků jsou pěstovány jako skalničky.

## Popis
Pochybky jsou drobné, jednoleté, dvouleté nebo vytrvalé byliny s přímou nebo poléhavou lodyhou. Mnohé zejména vysokohorské druhy rostou trsovitě nebo v hustých polštářích. Listy jsou řapíkaté až přisedlé, zubaté nebo celokrajné, uspořádané v přízemní růžici nebo přeslenité, výjimečně střídavé. Květy jsou pětičetné, uspořádané v koncových okolících nebo jednotlivé, podepřené listeny. Kalich je zvonkovitý až téměř kulovitý, složený z 5 částečně srostlých kališních lístků. Koruna je nálevkovitá nebo řepicovitá, s krátkou a většinou baňkovitě rozšířenou korunní trubkou a celokrajnými nebo na vrcholu vykrojenými cípy. Květy jsou nejčastěji bílé, růžové, purpurové nebo červené, výjimečně žluté. Ústí korunní trubky je uzavřeno 5 šupinami. Tyčinek je 5, mají krátké nitky a jsou uzavřeny v korunní trubce. Čnělka je krátká, zakončená hlavatou bliznou. Plodem je kulovitá tobolka pukající ve spodní části. Obsahuje několik až mnoho semen.

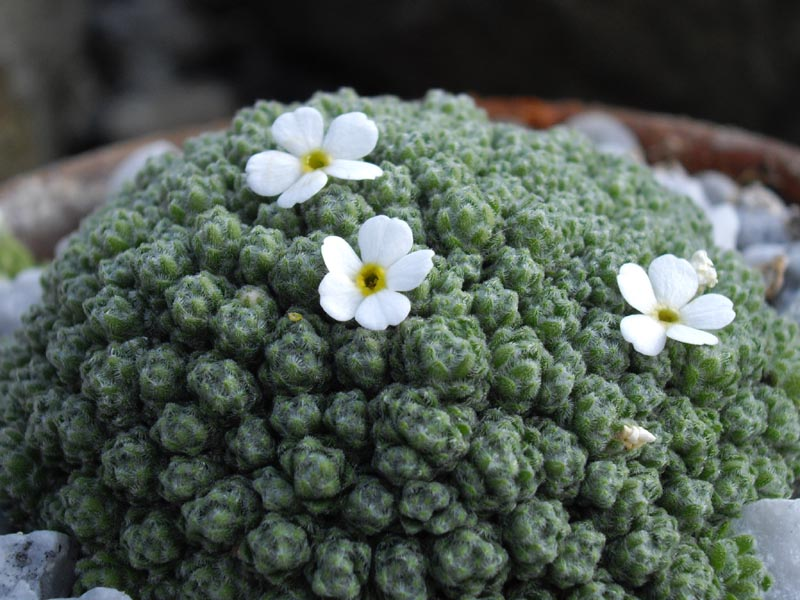
Polštářovitý vysokohorský pochybek A. helvetica
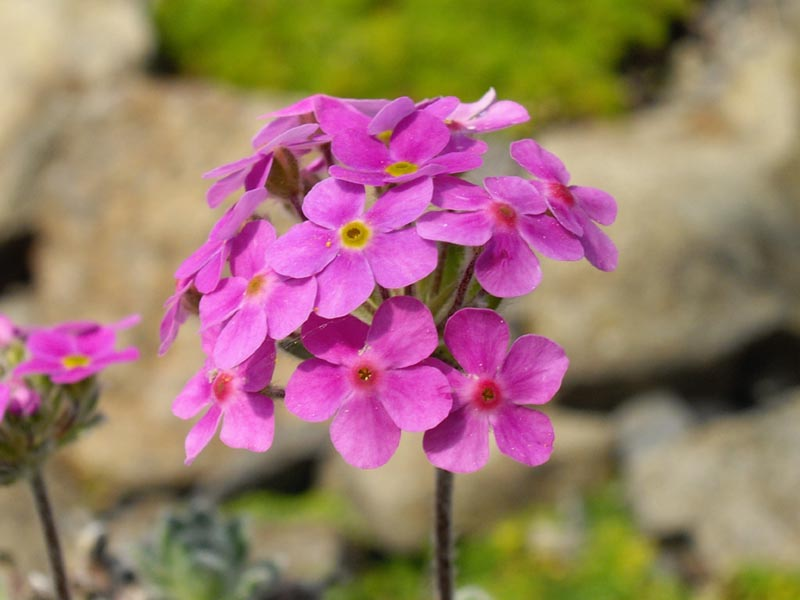
Detail květenství pochybku křovištního (A. sarmentosa)
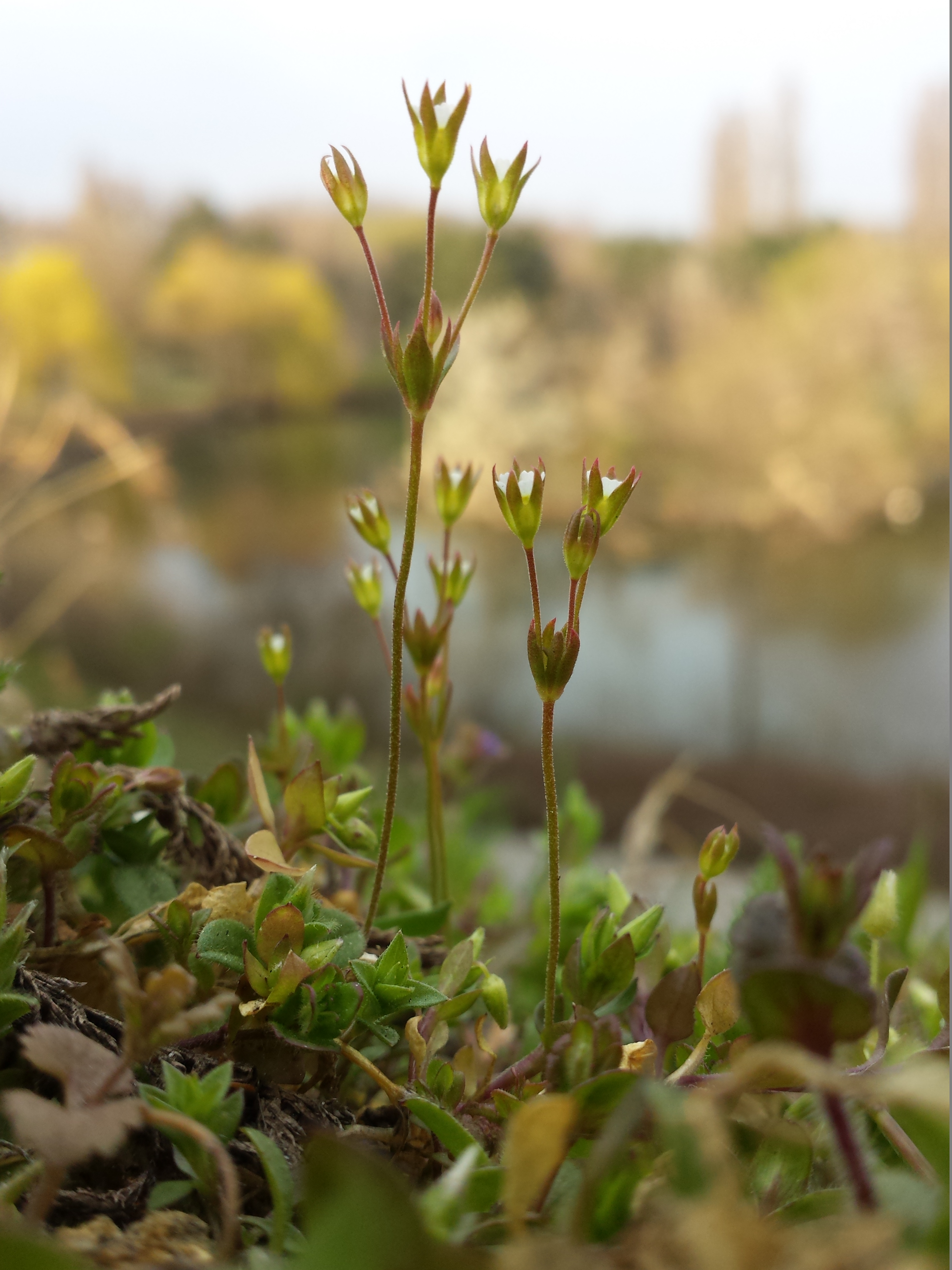
Pochybek prodloužený (A. elongata)
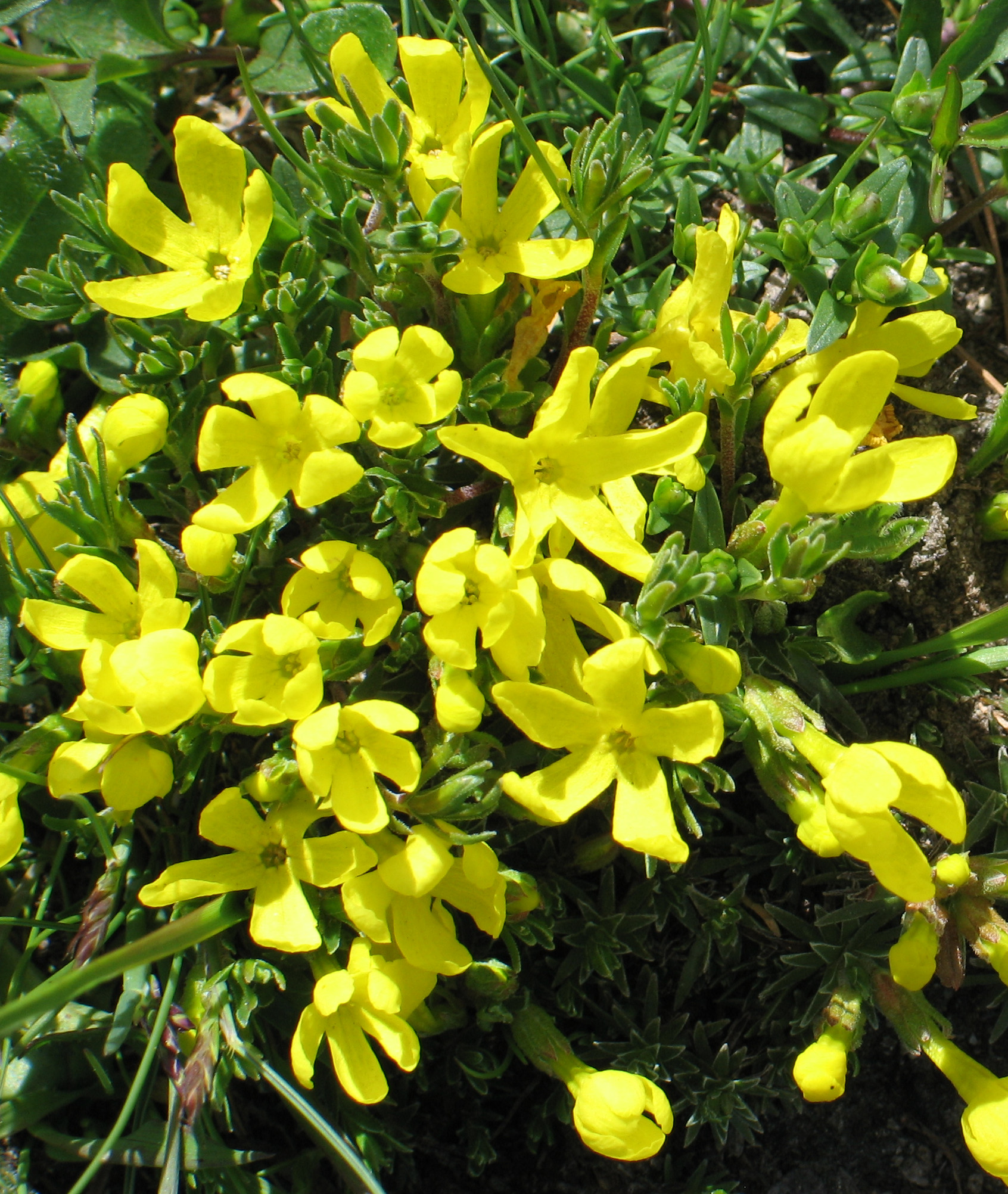
A. vitaliana

## Rozšíření
Rod pochybek zahrnuje asi 100 druhů. Je rozšířen na severní polokouli, izolovaný výskyt je v Argentině a jižním Chile (Androsace salasii). Centrum druhového bohatství je v horách střední Asie a Číny. V samotné Číně se vyskytuje přes 70 původních druhů. Druh A. umbellata zasahuje až na Filipíny a Novou Guineu.
V České republice se v současnosti vyskytují 2 druhy pochybků. Náležejí mezi jednoleté (či ozimé) druhy. Pochybek prodloužený (Androsace elongata) je dosti hojně až roztroušeně rozšířen v nižších a středních polohách. Pochybek severní (Androsace septentrionalis) se vyskytuje vzácně v teplých oblastech Čech a Moravy. Pochybek největší se vyskytoval na jižní Moravě a v současnosti je považován za vyhynulý. Poslední doklady o jeho výskytu jsou z roku 1948. V Krkonoších se na polské straně v oblasti Malé sněžné jámy vyskytuje pochybek tupolistý (Androsace obtusifolia). Tento druh je rozšířen i na Slovensku ve Vysokých a Nízkých Tatrách. Na Slovensku se dále vyskytují horské druhy pochybek mléčný (A. lactea) a pochybek nízký (A. chamaejasme), na jediné lokalitě v oblasti Velké Fatry se jako relikt vyskytuje pochybek huňatý (A. villosa).
V Evropě se vyskytuje celkem 20 druhů pochybků. Převážná většina jsou horské až vysokohorské druhy, rozšířené zejména v oblasti Alp a Pyrenejí, v menší míře i v Karpatech a Balkánských pohořích. Mnohé druhy jsou evropské endemity. Ze Severní Ameriky je uváděno 5 druhů, přičemž jediný (A. occidentalis) je ryze severoamerický a ostatní druhy jsou rozšířeny i v Evropě.

## Taxonomie
Do rodu Androsace byl v minulosti řazen i druh Androsace vitaliana, řazený v současné taxonomii do samostatného monotypického rodu Vitaliana jako Vitaliana primuliflora. Je to žlutě kvetoucí druh, rozšířený v Evropě v oblasti Alp a Pyrenejí.

## Ochrana přírody
V České republice jsou na seznamu chráněných rostlin, vydaném vyhláškou ministerstva životního prostředí, pochybek severní a pochybek největší vedeny jako kriticky ohrožené druhy (kategorie C1). Pochybek prodloužený je zařazen v kategorii C3 (zranitelný druh). Na Slovensku je předmětem ochrany zejména pochybek huňatý, jenž zde má jedinou lokalitu na kótě Tlstá v oblasti Velké Fatry.
V mezinárodním Červeném seznamu ohrožených druhů IUCN není žádný druh pochybku zařazen v kategoriích silnějšího ohrožení.

## Zástupci
- pochybek alpský (Androsace alpina)
- pochybek červenokvětý (Androsace carnea)
- pochybek Hausmannův (Androsace hausmannii)
- pochybek huňatý (Androsace villosa)
- pochybek krátký (Androsace brevis)
- pochybek křovištní (Androsace sarmentosa)
- pochybek mléčný (Androsace lactea)
- pochybek modrouškovitý (Androsace hedreantha)
- pochybek největší (Androsace maxima)
- pochybek netřeskovitý (Androsace sempervivoides)
- pochybek nízký (Androsace chamaejasme)
- pochybek prodloužený (Androsace elongata)
- pochybek prvosenkovitý (Androsace primuloides)
- pochybek pyrenejský (Androsace pyrenaica)
- pochybek severní (Androsace septentrionalis)
- pochybek tupolistý (Androsace obtusifolia)[1][3][11][12]

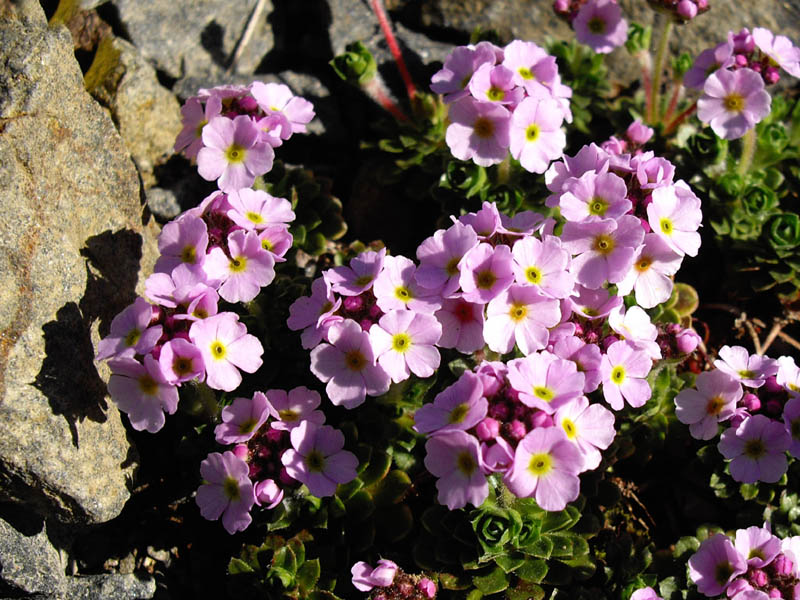
Pochybek netřeskovitý (A. sempervivoides)

## Význam
Některé vytrvalé druhy pochybků jsou pěstovány jako skalničky, mezi jinými např. himálajský druh pochybek netřeskovitý (A. sempervivoides), dále pochybek nízký (A. chamaejasme), pochybek mléčný (A. lactea), pochybek huňatý (A villosa) a druh Androsace sarmentosa.